# ファン・フェルナンデスプレート

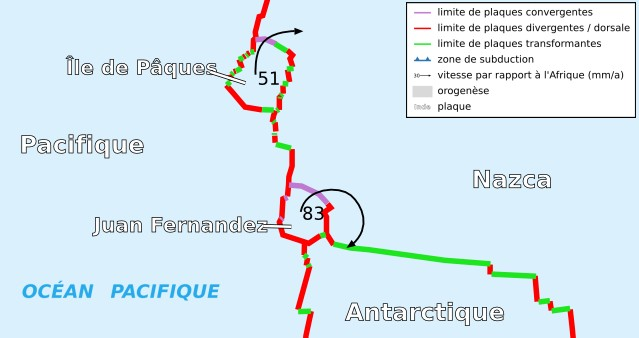
ファン・フェルナンデスプレートとその周辺（フランス語）

ファン・フェルナンデスプレート（英語:Juan Fernández Plate）とは、ナスカプレート、南極プレート、太平洋プレートの三角点に存在するプレート。時計回りに運動している。また、チリ領であるファン・フェルナンデス諸島はこのプレート上に存在しているとされていたが、実際はこのプレート上に存在しておらず、ナスカプレート上に存在している。
また、すぐ北にイースタープレートが存在している。